# Litsea confusa
Litsea confusa är en lagerväxtart som beskrevs av Koord. & Valet.. Litsea confusa ingår i släktet Litsea och familjen lagerväxter. Inga underarter finns listade i Catalogue of Life.